# Байкибашевская волость
Байкибашевская волость — волость в Бирском уезде Уфимской губернии. Волостной центр — деревня Байкибашево. Ныне территория волости в Аскинском, Балтачевском и Караидельском районах Республики Башкортостан Российской Федерации.

## География
В пределах волости протекает р. Уфа, местность по берегам которой гористая и покрыта лесами башкир-вотчинников.

## Состав
На 1906 и 1913 годы 54 населённых пункта.
- Абдуллино
- Абуталыпова
- Александровка
- Андреевка (Чувашский Кидаш) — д. на прос. дор., зем. шк., дегтярный зав.
- Арбаш
- Атняшкина
- Байкибаш — волостной центр
- Байки-Юнусова
- Бурунгут
- Верхне-Тургинеева
- Верхний Казнак
- Деушева
- Елеева
- Еман-Елга
- Имяновский
- Кадыси
- Кундашлина
- Кучанова
- Мрясимова
- Мускульда (Мускульды)
- Мухаметдинова
- Нагретдинова
- Нижне-Тургинеева
- Нижний Казнак
- Нижний Казьмаш
- Николаевка (Николаевский)
- Ново-Акбулякова
- Откустино (Старо-Откустина, Старо-Аткустина) (ныне Старооткустино)
- Патласова
- Подлубова
- Поповка (Поповский)
- Седяш
- Старо-Акбулякова (Мечеть п. 1884)
- Сулейманова (Мечеть п. 1903)
- Суюндукова
- Татарский Кудаш
- Тигирменева
- Тойкаш (Мечеть п. 1895)
- Турнова (Мечеть п. 1875)
- Туюшева
- Упханкулево
- Урюш
- Урюш-Битуллина
- Халилево
- Чебыкова
- Чемаева
- Чишмы-Урикеево
- Чукалина
- Шамратова
- Шаушак
- Юлдашева
- Явгильдина
- Якупова
- Янсеитова (ныне территория села Новоянсаитово)

## Население
На 1906 год жителей обоего пола 25822.
Согласно первой советской переписи 1920 года большинство жителей Байкибашевской волости составляли мишари – 18 386 чел. или 65,2 % жителей волости, далее – тептяри (4950 чел.), башкиры
(2297 чел.), марийцы (1589 чел.), русские (609 чел.), чуваши (325 чел.) и др.:75

## Инфраструктура
По справочнику 1906 года главное занятие населения — земледелие. Жители же д.д. Абдуллиной и Янсеитовой, кроме того, занимаются выработкою леса и лесных изделий из башкирской Сунлярской дачи.